# Le Paradis des bêtes
Pour plus de détails, voir Fiche technique et Distribution.
Le Paradis des bêtes est un film français réalisé par Estelle Larrivaz et sorti en 2012.

## Synopsis
Dominique Lenikart est le directeur d'une animalerie nommée « Le Paradis des bêtes ». Violent, alors qu'il a dépassé un point de non-retour dans sa relation avec sa femme, Cathy, il s'enfuit avec leurs enfants Clarisse et Ferdinand.

## Fiche technique
- Titre : Le Paradis des bêtes
- Réalisation : Estelle Larrivaz
- Scénario : Estelle Larrivaz et Guillaume Daporta
- Photographie : Gordon Spooner
- Son : Yohann Angelvy
- Montage : Lydia Decobert
- Production : Mezzanine Films
- Distribution : Shellac
- Pays :  France
- Durée : 103 minutes
- Date de sortie : 14 mars 2012
- Date de sortie DVD : 2 octobre 2012

## Distribution
- Stefano Cassetti : Dominique Lenikart
- Géraldine Pailhas : Cathy Lenikart
- Muriel Robin : Stéphane Durand
- Valentine Klingberg : Clarisse Lenikart
- Léon Brachet : Ferdinand Lenikart
- Joshua Groléas : Arthur Durand
- Nancy Tate : Lorraine Sun
- Norbert Ferrer : Didier Gorin
- Frédéric Épaud : Renaud Girerd
- Bernard Nissille : le policier suisse
- Gérard Desmoulins: le notaire